# Слуцкий, Михаил Яковлевич
Михаи́л Я́ковлевич Слу́цкий (при рождении Моисей Янкелевич; 5 [18] июля 1907, Киев — 23 июня 1959, Москва) — советский кинорежиссёр, сценарист и оператор. Заслуженный деятель искусств УССР (1954), лауреат трёх Сталинских премий (1942, 1948, 1952).

## Биография
Родился 5 (18) июля 1907 года в Киеве, в семье золотоношского мещанина Янкеля Алкуновича Слуцкого и Рухли Слуцкой. Во время обучения в техникуме Киева работал в театре электротехником. С 1931 года — оператор и режиссёр «Союзкинохроники» в Москве. Ещё студентом ГИКа начал публиковать фоторепортажи и портреты в «Киногазете», «Огоньке».
По окончании операторского факультета в 1932 году в качестве диплома снял один из первых советских звуковых документальных фильмов «Имени Ленина», посвящённый пуску Днепрогэса. В документальную ткань фильма режиссёр ввёл элементы фольклора, сказки и народного юмора:

В этих откровенно условных кадрах — либо организованных, либо снятых приёмами комбинированных съёмок, — фантазия и вымысел представлены в чистом виде, без какой-либо подделки под жизнь. Не претендуя на документальность, но поставленные рядом с документальными кадрами, они становятся мощным средством обобщения, показывая Днепрогэс как чудо, однако как чудо реальное, осуществлённое людьми…
— Д. Попкова, сборник «Летописцы нашего времени. Режиссёры документального кино» 1987
О находчивости в искусстве инсценировки Слуцкого говорилось на лекциях во ВГИКе:

Вы знаете, как Слуцкий снимал охоту на медведя в Сибири? Крупные планы доснимались в Москве, причём вместо медведя был снят ковёр и был человек, который проводил быстро морду перед аппаратом и это было смонтировано с какими-то дальними планами каких-то непонятных зверей. Не знаю, будут ли вас обучать этому делу…
— Сергей Эйзенштейн, из стенограммы занятия со студентами режиссёрского факультета ВГИКа, 1941
В 1943 году был осуждён вместе с Алексеем Каплером . Освобождён в 1946 году. В 1946—1958 годах работал режиссёром на Украинской, Фрунзенской студии кинохроники и Ленинградской студии документальных фильмов.
Член ВКП(б) с 1942 года.
Скончался 23 июня 1959 года в Москве. Похоронен на Новодевичьем кладбище (участок № 5).

## Семья
В первом браке был женат на Марии Мироновой (1911—1997), актрисе театра, кино, эстрады.
Дочь от второго брака — Галина Михаиловна Слуцкая (в браке Букалова), выпускница ВГИК, редактор на ЦСДФ, жена журналиста-международника Алексея Букалова.

## Фильмография

### Режиссёр
- 1931 — По Ойротии
- 1932 — Имени Ленина
- 1932 — О нанайце с реки Тунгуски
- 1932 — Последний кубометр
- 1933 — Жить зажиточно
- 1933 — Ленин с нами
- 1934 — Две лишние буквы
- 1934 — Комсомольск
- 1934 — Лю-Фу
- 1935 — Город юности
- 1935 — Одесса
- 1937 — XX Май (Двадцатый Май) (совместно с Л. Степановой, И. Сеткиной)
- 1937 — Сыны трудового народа (совместно с И. Копалиным)
- 1939 — ВСХВ
- 1940 — День нового мира (совместно с Р. Карменом)
- 1941 — Наша Москва (в Боевом киносборнике № 5)
- 1942 — День войны[8][9]
- 1942 — Концерт фронту
- 1946 — Песня о Киргизии
- 1947 — Советская Украина (совместно с Г. Тасиным)
- 1950 — Советская Украина
- 1951 — Декада украинского искусства и литературы в Москве
- 1951 — Цветущая Украина (совместно с А. Слесаренко)
- 1953 — Первенство СССР по спортивной гимнастике
- 1954 — Город бессмертной славы
- 1954 — Навеки с русским народом
- 1955 — В один прекрасный день
- 1957 — Мы подружились в Москве
- 1957 — Поёт Ив Монтан
- 1958 — Богатая осень[10]
- 1958 — Весна в Йемене
- 1958 — Зимний праздник
- 1958 — Праздник мужества

### Сценарист
- 1930 — Фабрика-кухня
- 1942 — Концерт фронту

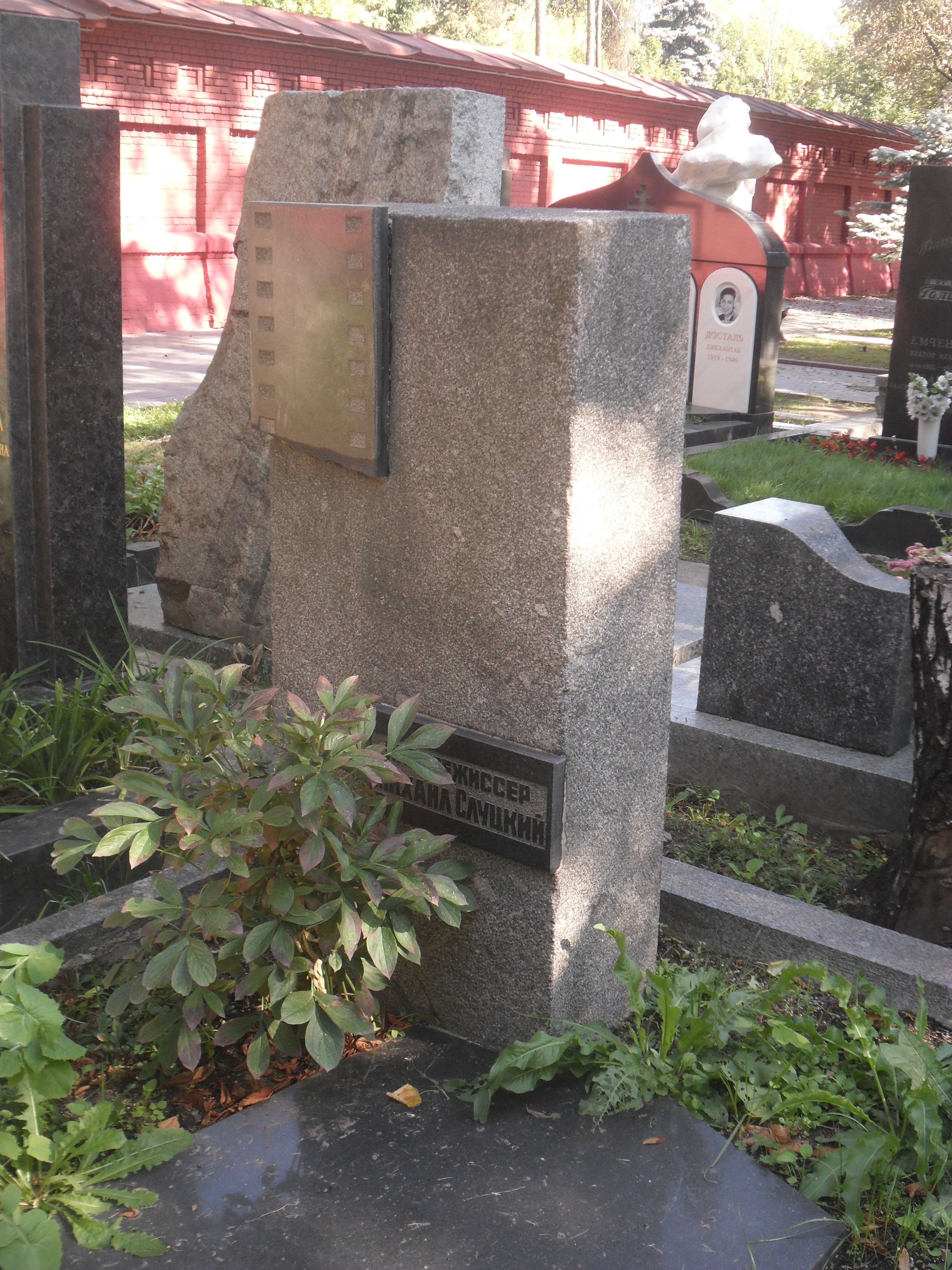
Могила М. Я. Слуцкого
на Новодевичьем кладбище

- 1955 — В один прекрасный день (совместно с М. Билинским и К. Минцем)
- 1957 — Поёт Ив Монтан (совместно с С. Юткевичем)
- 1958 — Богатая осень (совместно с Е. Осликовским)

### Оператор
- 1930 — Фабрика-кухня (совместно с Р. Карменом, А. Самсоновым)
- 1931 — По Ойротии (совместно с М. Глидером)
- 1931 — Эти не сдадут (совместно с М. Кауфманом)
- 1932 — Имени Ленина
- 1932 — Когда наступает вечер (Москва) (совместно с Н. Самгиным, Р. Карменом)
- 1932 — Последний кубометр
- 1933 — Ленин с нами
- 1934 — Нанаец с реки Тунгуска (совместно с М. Глидером)
- 1935 — Город юности (совместно с М. Глидером)
- 1939 — Будем как Ленин

## Награды и премии
- 1940 — Орден «Знак Почёта»[11]
- 1942 — Сталинская премия второй степени — за фильм «Наша Москва» (1941)[12]
- 1948 — Сталинская премия первой степени — за фильм «Советская Украина» (1947)
- 1952 — Сталинская премия третьей степени — за фильм «Цветущая Украина» (1951)
- 1954 — Заслуженный деятель искусств УССР